# 這個工口VR真厲害！
這個工口VR真厲害！（このえろぶいあーるがすごい），是日本一個有關成人VR作品的獎項。

## 簡介
從2017年開始舉辦（嚴格來說是2018年1月，但包含2017年發售的作品），參加者不僅包含製造商等相關人員，也包含許多喜歡成人VR的人。
最初是一個討論成人VR的節目。主辦單位是由志願者所組成的「這個工口VR真厲害!營運委員會」。
投票是以作品為基準，但官網也會公布演員排行、監督排行、廠商排行以分析投票內容趨勢。
頒獎時會收到演員、製作商的評論，但主辦方表明他們都是公平且中立的。

## 出處
1. ↑  大橋イナギ. . 2021-07-04  [2022-05-08]. （原始内容存档于2021-07-23） （日语）.
2. ↑  . NATURAL HIGH（ナチュラルハイ）. 2019-08-08  [2022-05-09] （英语）.
3. ↑  . sugoi-vr.org.   [2022-05-08]. （原始内容存档于2022-04-03） （日语）.

## 外部連結
- 官方网站 - 官網
- このエロVRがすごい！【公式】的X（前Twitter）